# Liste des bassins de vie de l'Aisne
La Liste des bassins de vie de l'Aisne regroupe les bassins de vie du département de la Aisne dont la mise à jour est effectuée par l'Insee lors de la révision du zonage ou du périmètre des bassins de vie en France.
Ces mises à jour ont lieu régulièrement après chaque recensement de population. Concernant ces listes, celles-ci sont établies en 2004 et 2012.

## Définitions
En 2012, l’Insee établit les zonages des bassins de vie ; elles correspondent à un petit espace auquel la population a accès aux équipements et services les plus courants comme les services aux particuliers, le commerce, l'enseignement, la santé, le transport, les sports, les loisirs et la culture.

## Liste des bassins de vie
Le département de l'Aisne comprend 32 bassins de vie (recensement de 2015), dont 139 communes du département appartiennent à quatorze bassins de vie des départements ou régions voisines :
| Code  | Bassin de vie (2012)    | Nombre de communes | Superficie (km2)           | Population (hab.)         | Densité (hab./km2) |
| ----- | ----------------------- | ------------------ | -------------------------- | ------------------------- | ------------------ |
| 02018 | Pinon                   | 16                 | 116,97                     | 8 582                     | 73                 |
| 02095 | Bohain-en-Vermandois    | 24 Fraction : 22   | 253,2 Fraction : 225,45    | 21 232 Fraction : 17 275  | 84 Fraction : 77   |
| 02141 | La Capelle              | 11 Fraction : 10   | 112,36 Fraction : 106,96   | 5 847 Fraction : 5 587    | 52 Fraction : 52   |
| 02163 | Charly-sur-Marne        | 14 Fraction : 12   | 112,36 Fraction : 115,64   | 11 594 Fraction : 10 386  | 100 Fraction : 90  |
| 02168 | Château-Thierry         | 49 Fraction : 46   | 482,73 Fraction : 439,64   | 38 820 Fraction : 37 792  | 80 Fraction : 86   |
| 02173 | Chauny                  | 36 Fraction : 33   | 268,62 Fraction : 256,95   | 29 934 Fraction : 29 037  | 111 Fraction : 113 |
| 02305 | Fère-en-Tardenois       | 33                 | 354,48                     | 11 985                    | 34                 |
| 02361 | Guise                   | 30                 | 305,19                     | 13 414                    | 44                 |
| 02381 | Hirson                  | 73 Fraction : 45   | 841,27 Fraction : 497,96   | 34 743 Fraction : 26 825  | 41 Fraction : 54   |
| 02408 | Laon                    | 76                 | 667,9                      | 56 765                    | 85                 |
| 02468 | Marle                   | 37                 | 332,11                     | 8 917                     | 27                 |
| 02558 | Le Nouvion-en-Thiérache | 16 Fraction : 13   | 226,47 Fraction : 178,03   | 10 888 Fraction : 9 046   | 48 Fraction : 51   |
| 02691 | Saint-Quentin           | 68 Fraction : 67   | 580,44 Fraction : 574,22   | 96 227 Fraction : 96 104  | 166 Fraction : 167 |
| 02722 | Soissons                | 88                 | 597,57                     | 72 283                    | 121                |
| 02738 | Tergnier                | 43                 | 370,16                     | 40 515                    | 109                |
| 02789 | Vervins                 | 37                 | 363,28                     | 10 929                    | 30                 |
| 02795 | Vic-sur-Aisne           | 22 Fraction : 17   | 205,12 Fraction : 162,75   | 10 104 Fraction : 8 388   | 49 Fraction : 52   |
| 02810 | Villers-Cotterêts       | 51 Fraction : 40   | 497,77 Fraction : 410,71   | 29 378 Fraction : 23 397  | 59 Fraction : 57   |
| 08362 | Rethel                  | 101 Fraction : 2   | 1 250,74 Fraction : 18,02  | 39 220 Fraction : 727     | 31 Fraction : 40   |
| 51217 | Dormans                 | 37 Fraction : 9    | 363,38 Fraction : 77,87    | 15 755 Fraction : 3 023   | 43 Fraction : 39   |
| 51250 | Fismes                  | 67 Fraction : 42   | 471,65 Fraction : 285,74   | 23 376 Fraction : 9 648   | 50 Fraction : 34   |
| 51380 | Montmirail              | 30 Fraction : 6    | 435,19 Fraction : 105,65   | 10 596 Fraction : 2 734   | 24 Fraction : 26   |
| 51454 | Reims                   | 150 Fraction : 36  | 1 676,94 Fraction : 472,08 | 296 255 Fraction : 16 183 | 177 Fraction : 34  |
| 59136 | Le Cateau-Cambrésis     | 18 Fraction : 3    | 145,32 Fraction : 15,89    | 15 769 Fraction : 1 167   | 109 Fraction : 73  |
| 59139 | Caudry                  | 36 Fraction : 10   | 278,08 Fraction : 90,52    | 49 210 Fraction : 5 350   | 177 Fraction : 59  |
| 59249 | Fourmies                | 13 Fraction : 1    | 191,99 Fraction : 10,99    | 26 586 Fraction : 368     | 138 Fraction : 33  |
| 60188 | Trosly-Breuil           | 15 Fraction : 1    | 161,85 Fraction : 14,87    | 15 185 Fraction : 379     | 94 Fraction : 25   |
| 60471 | Noyon                   | 46 Fraction : 2    | 324,68 Fraction : 19,95    | 37 326 Fraction : 1 705   | 115 Fraction : 85  |
| 77183 | La Ferté-sous-Jouarre   | 23 Fraction : 1    | 242,08 Fraction : 12,99    | 32 736 Fraction : 1 377   | 135 Fraction : 106 |
| 77257 | Lizy-sur-Ourcq          | 27 Fraction : 2    | 271,55 Fraction : 20,17    | 19 471 Fraction : 966     | 72 Fraction : 48   |
| 80410 | Ham                     | 49 Fraction : 20   | 303,43 Fraction : 122,34   | 21 300 Fraction : 6 728   | 70 Fraction : 55   |
| 80620 | Péronne                 | 73 Fraction : 4    | 541,65 Fraction : 18,71    | 32 455 Fraction : 1 073   | 60 Fraction : 57   |

## Synthèse départementale sur les bassins de vie
| Type                                                     | Nombre | Quantité | Quantité | Superficie | Superficie | Population | Population | Densité (hab./km2) |
| Type                                                     | Nombre | Nb.      | %        | Km2        | %          | Hab.       | %          | Densité (hab./km2) |
| -------------------------------------------------------- | ------ | -------- | -------- | ---------- | ---------- | ---------- | ---------- | ------------------ |
| Bassins de vie dont le pôle se situe dans l'Aisne        | 18     | 665      | 82,71    | 6 075,97   | 82,53      | 487 227    | 90,45      | 80                 |
| Bassins de vie dont le pôle ne se situe pas dans l'Aisne | 14     | 139      | 17,29    | 1 285,79   | 17,47      | 51 428     | 9,55       | 40                 |